# 印加港省

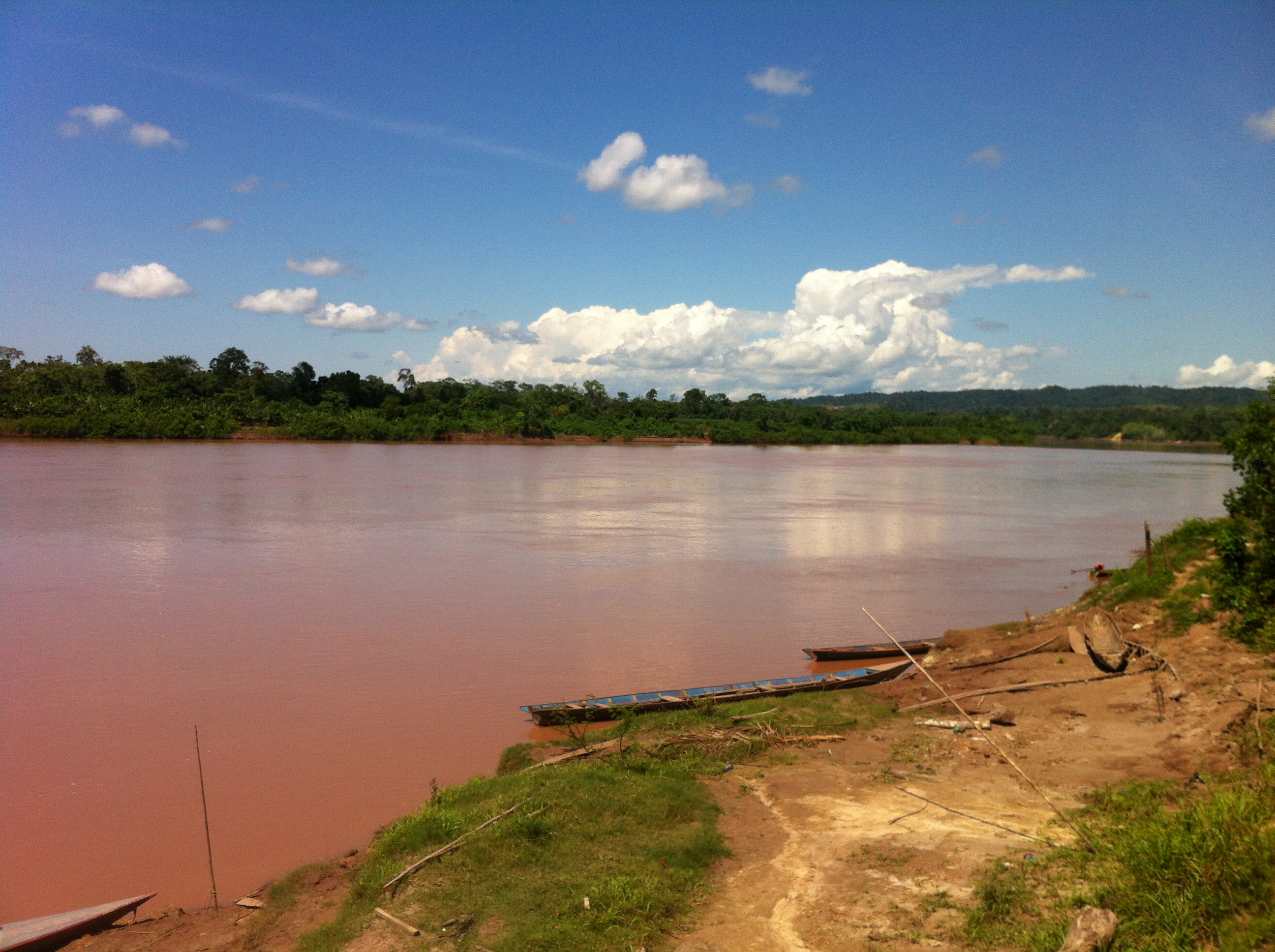

印加港省（西班牙語：Provincia de Puerto Inca），是秘魯的省份，位於該國中部瓦努科大區，首府是印加港，面積9,913平方公里，2005年人口31,748，人口密度為每平方公里3.2人，居民主要使用奇楚瓦語和西班牙語。
9°40′31″S 75°27′01″W / 9.67528°S 75.45028°W